# Uruguaiana Aeroporto
Uruguaiana Aeroporto är en flygplats i Brasilien.   Den ligger i kommunen Uruguaiana och delstaten Rio Grande do Sul, i den södra delen av landet, 1 800 km sydväst om huvudstaden Brasília. Uruguaiana Aeroporto ligger 78 meter över havet.
Terrängen runt Uruguaiana Aeroporto är platt. Närmaste större samhälle är Uruguaiana, 5,7 km nordväst om Uruguaiana Aeroporto.
Trakten runt Uruguaiana Aeroporto består i huvudsak av gräsmarker. Runt Uruguaiana Aeroporto är det ganska tätbefolkat, med 62 invånare per kvadratkilometer.